# Andrew Ridgeley
Andrew John Ridgeley (Windlesham, Surrey; 26 de enero de 1963) es un cantante de música pop, guitarrista y activista defensor del medio ambiente británico. Es reconocido principalmente por haber formado parte del grupo Wham! junto con George Michael.

## Biografía
Nacido en Windlesham, Surrey, Ridgeley creció en Bushey, Hertfordshire, y asistió a la Escuela Bushey Meads, en donde conoció a George Michael. Sus intereses musicales similares los llevaron a crear el grupo Wham! Luego de contactar a varias compañías discográficas con una cinta casera (la cual llevó diez minutos en grabarse, en la sala de estar de la casa de Ridgeley), encontraron una compañía que los contrató, Innervision. 
Wham! comenzó a tener éxito mundial entre 1982 y 1986, apareciendo por primera vez en Estados Unidos en el programa de Dick Clark American Bandstand.
Luego de la separación de Wham! a finales de 1986, Ridgeley se mudó a Mónaco y comenzó a trabajar en carreras de automóviles. Luego de tener poco éxito, se mudó a Los Ángeles, California, para hacer carrera como cantante y actor, pero regresó a Inglaterra y se quedó a vivir allí hasta 1990.  
CBS Records (que más tarde sería Sony Music), habiendo tomado la opción del contrato de Wham! en la que se aclaraba que podrían producir álbumes solistas de Michael y Ridgeley, lanzaron un trabajo solista de Ridgeley basado en guitarra y batería, Son of Albert, en 1990. Su hermano Paul fue el baterista. Los sencillos más destacados del álbum fueron "Shake" y "Red Dress"; luego de esto, CBS dejó pasar la opción de un segundo álbum. Luego de retirarse activamente de la música, Ridgeley siguió trabajando como compositor bajo diferentes pseudónimos. 
Ridgeley comenzó a surfear a principios de los 90. Mientras practicaba este deporte con su hermano en las costas de Inglaterra, ambos contrajeron una enfermedad por la contaminación de las aguas, ya que en éstas se volcaban residuos de una fábrica cercana. Luego de recuperarse, Ridgeley dio una entrevista para The Times. A partir de ésta, comenzó a ser un activista defensor del medio ambiente, focalizándose en la pureza del agua en las playas y los ríos ingleses, trabajando con la organización sin fines de lucro del Reino Unido "Surfers Against Sewage" (SAS).
Ridgeley es socio en una compañía inglesa que fabrica equipos para surfistas. Frecuentemente usa su nombre y dona dinero para aprobar leyes en contra de la contaminación de las aguas en todo el Reino Unido. Los esfuerzos de Ridgeley y de SAS han tenido éxito en los últimos años, influyendo a varias leyes sobre la limpieza de las aguas, y eliminando virtualmente las enfermedades y muertes producidas en Inglaterra como consecuencia de la E. coli. 

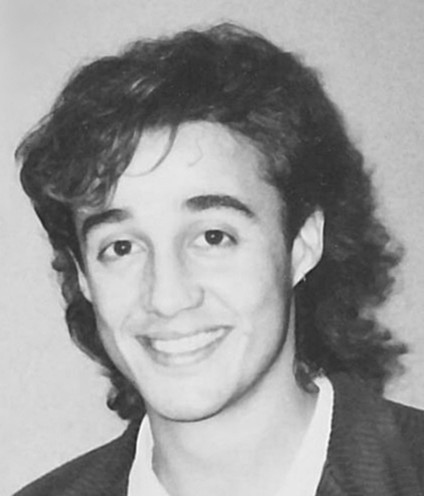
Ridgeley, c. 1985.

Actualmente vive en Cornualles, Reino Unido, en una propiedad restaurada del siglo XV, desde 1990 a 2017 lo acompañó mientras era su pareja Keren Woodward del grupo de música pop Bananarama.
El grupo pop inglés Black Box Recorder compuso una canción en su honor, titulada "Andrew Ridgeley" e incluida en su álbum de 2003 Passionoia. Ridgeley.

## Discografía

### Álbumes de estudio
- 1990 - Son of Albert

### Sencillos
- 1990 - Shake
- 1990 - Red Dress"